# Kurk (weefsel)

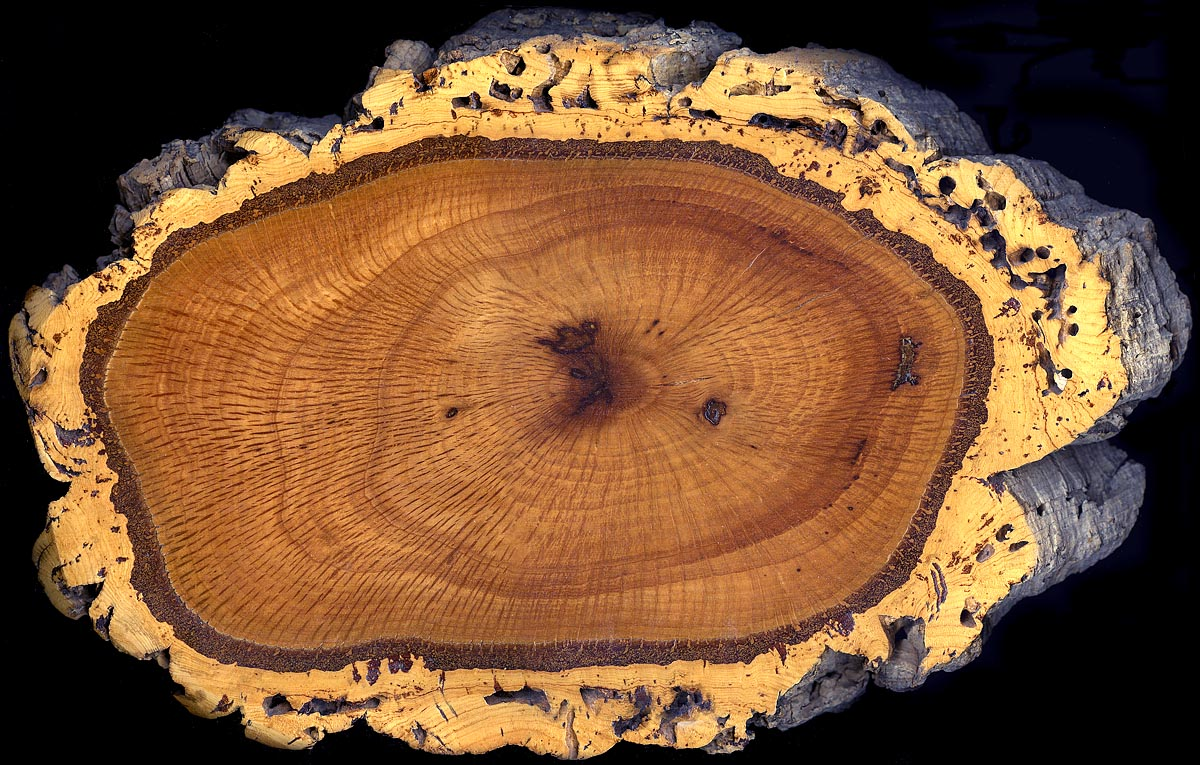
Dwarsdoorsnede stam van de kurkeik

Secundair kurk of felleem bestaat uit cellen met verkurkte wanden, dat wordt gevormd door het kurkcambium (fellogeen) en is onderdeel van het periderm. Kurk beschermt de plant tegen micro-organismen en laat geen water door.
Primair kurk komt voor in vele zaden, zaadknoppen en in jonge wortels.
Het volgende gaat alleen over het secundaire kurk.

## Monogeen kurk
Monogeen kurk ontstaat doordat delende epidermiscellen twee tangentiale wandjes vormen, terwijl de cel naar buiten toe uitgroeit. De laag van de gevormde middencellen blijft werken als een kurkcambium, dat naar buiten doorlopende, radiale rijen van cellen met verkurkte wanden afzet, het kurk. De middenlamel van de kurkcel is verhout. Tegen de middenlamel ligt een laag suberine, die zeer dun tot dik en gelaagd kan zijn. Binnen de suberinelaag ligt soms een cellulosewand.
De kurkcellen bevatten lucht en soms looistof of gele en bruine derivaten hiervan of andere gekleurde stoffen, zoals witte betuline bij de berk.
Afhankelijk van de bouw van de kurkcellen wordt onder meer onderscheiden:
- zacht kurk, zoals bij de kurkeik en kurkiep
- leerkurk, zoals bij de kers en mispel
- steenkurk met eenzijdige of alzijdige verdikkingen, zoals bij hulst en Braziliaanse rubberboom. Bij steenkurkcellen zijn vaak alleen de middenlamellen verkurkt. In oude stammen van de klimop komen zowel steen- als zachtkurk voor.

## Polygeen, transitie of etage kurk
Polygeen kurk wordt gevormd doordat de cellen in de aangrenzende diepere laag in en rijtje kurkcellen overgaat. Het ontstaat dus uit meerdere cellagen dit in tegenstelling tot monogeen kurk. Bij polygeen kurk komt geen kurkschors (felloderm) voor. Bij periodieke kurkvorming wordt transitie kurk gevormd. Polygeen kurk komt gewoonlijk voor bij monocotylen, zoals palmen.
Polygeen kurk komt bij dicotylen weinig en dan alleen tijdelijk voor. Zo komt het voor bij zeer jonge aardappelknollen en valeriaan. De huid van oudere aardappelknollen bestaat uit secundaire kurk.